# Regione degli Amara
La regione degli Amara (in amarico አማራ ክልል, ’Amara kilil) è una regione dell'Etiopia centro-settentrionale abitata in maggioranza da popolazioni Amara.
Confina a nord con la regione del Tigrè, a est con la regione di Afar, a sud con la regione di Oromia, a sud-ovest con la regione di Benisciangul-Gumaz ed a ovest ha un confine internazionale con il Sudan.
Il territorio è prevalentemente montuoso. Nell'area settentrionale si elevano i monti Semien tra i quali si erge il Ras Dascian che con i suoi 4533 m s.l.m. è la cima più elevata del paese. Nell'area centrale è situato il lago Tana da cui ha origine il Nilo Azzurro che scorre nell'area meridionale. Nell'area settentrionale scorre il fiume Tacazzè. Sulla sponda meridionale del lago Tana è situata la città di Bahir Dar che funge da capoluogo della regione.

## Storia
La regione-stato è nata nel 1995 incorporando in larga misura i territori delle ex province di Beghemeder, Goggiam e Uollo.
Tra il novembre del 2020 e il novembre del 2022, nei due anni della guerra civile del Tigrè, le forze del governo regionale Amara si allearono a quelle federali del governo Etiope, nel combattere l'esercito del Fronte Popolare di Liberazione del Tigrè. 
Il 2 novembre 2022 il governo etiope e i leader della regione del Tigrè firmarono un accordo di pace a Pretoria in Sudafrica, con l'Unione Africana come mediatrice fra le parti. In effetti gli accordi di pace di Pertoria hanno rappresentato più un accordo di cessate il fuoco, che veri e propri accordi di pace, dato che hanno lasciano irrisolte alcune importanti questioni, come l'assetto amministrativo del Trigray occidentale, una regione contesa tra Tigray e Amara..
Dalla fine della Guerra del Tigray la regione Amara fu interessata da diversi movimenti di protesta, se non di vera e propria rivolta condotta dal gruppo armato amara Fano. La tensione nella regione è andata sempre più aumentando, con diversi episodi di violenza. A marzo 2024 il governo federale etiope, guidato da Abiy Ahmed Ali, è stato accusato di aver ucciso extragiudizialmente 45 civili, accusati di sostenere il gruppo armato Fano.

## Geografia antropica

### Suddivisioni amministrative
La regione è ulteriormente suddivisa in dodici zone amministrative:
- Awi
- Gojam occidentale
- Gojam orientale
- Gondar centrale
- Gondar meridionale
- Gondar occidentale
- Gondar settentrionale
- Oromia
- Shewa settentrionale
- Wag Hemra
- Wello meridionale
- Wello settentrionale

## Società

### Evoluzione demografica
| Religione       | Religione       |  | Percentuale | Percentuale |
| --------------- | --------------- |  | ----------- | ----------- |
| Cristiani copti | Cristiani copti |  | 81,5%       | 81,5%       |
| Musulmani       | Musulmani       |  | 18,1%       | 18,1%       |
| Protestanti     | Protestanti     |  | 0,1%        | 0,1%        |

Da una stima redatta dalla Central Statistical Agency of Ethiopia (CSA) e pubblicata nel 2005 la popolazione risulta essere costituita da 19 120 005 abitanti. Il maggiore gruppo etnico risulta essere quello Amara (91,2%). La più grossa minoranza è quella Oromo (3 %) seguita da quella Agau (2,7 %).
Al censimento del 1994 la popolazione era costituita per l'81,5 % da cristiani copti, dal 18,1 % da musulmani e dallo 0,1 % da protestanti.